# The Cyclists' Alliance
The Cyclists' Alliance est l'organisation syndicale représentant les cyclistes professionnelles féminines lors des épreuves de l'UCI World Tour féminin (UWWT). L'organisation, qui opère à partir d'Ouderkerk-sur-l'Amstel, est dirigée par Grace Brown.

## Histoire
La création de The Cyclists' Alliance en 2017 s'inscrit dans le cadre du projet des Cyclistes professionnels associés (CPA) de créer une section pour les cyclistes féminines. L'ancienne cycliste Iris Slappendel a été invitée à une réunion du CPA en février 2017, mais doutait qu'il soit logique d'intégrer le cyclisme féminin au CPA. Un responsable du CPA aurait remis en question le fait que les cyclistes soient des professionnelles. Après un retour positif dans une enquête auprès de 450 femmes membres d'équipes cyclistes internationales, Slappendel a fondé avec Carmen Small et Gracie Elvin The Cyclists' Alliance,.
The Cyclists' Alliance s'est fixé pour objectif, en coopération avec l'Union cycliste internationale, d'améliorer les conditions de travail des femmes coureuses, en particulier la sécurité en course, mais aussi de lutter contre les abus sexuels au sein des équipes et de faire respecter des conditions de travail minimales,,. En plus de la représentation auprès de l'association mondiale et des organisateurs de courses, elle propose également des conseils juridiques et des assurances.
En novembre 2020, une autre organisation fonde The Riders Union et déclare vouloir également admettre des coureuses. TCA salue la création de The Riders Union, mais a déclaré qu'elle continuerait à défendre les besoins des coureuses, car les athlètes féminins et masculins avaient « des batailles différentes à mener ». 
En juillet 2021, The Cyclists' Alliance publie une étude selon laquelle 34 % des coureuses d'équipe continentale féminine UCI (deuxième division) n'ont reçu aucune compensation financière de la part de l'exploitant de l'équipe en 2021. Cette valeur était de 17 % en 2018. Il est également noté que 39 % des coureuses ont un emploi en plus de leur engagement dans l'équipe.

## Organigramme
Iris Slappendel est présidente entre septembre 2017 et septembre 2024. En octobre 2024, elle est remplacée par Grace Brown. 
En 2018, le conseil des coureuses est composé des athlètes suivantes : Ashleigh Moolman-Pasio, Amanda Spratt, Leah Kirchmann, Ellen van Dijk, Marianne Vos, Audrey Cordon, Christine Majerus et Ariane Lüthi (VTT).